# Mitsubishi Ki-2
Le Mitsubishi Ki-2 (九三式双軽爆撃機, Kyūsan-shiki sōkei bakugekiki) était un bombardier léger construit par Mitsubishi pour la marine impériale japonaise dans les années 1930. Son nom de code pour les Alliés était « Louise ». Malgré son allure obsolète il fut utilisé avec succès en Mandchourie et au nord de la Chine pendant le début de la seconde guerre sino-japonaise, là où les risques de l'aviation ennemie étaient minimum. Il fut utilisé ensuite comme avion d’entraînement.

## Conception et développement
Le Ki-2 était un monoplan ailes basses en porte à faux avec fuselage, double stabilisateurs verticaux et gouvernail en tôle d'alliage ondulée et double train d'atterrissage fixe. Il était propulsé par deux moteurs en étoile Nakajima Kotobuki (en) de 583 ch (435 kW), vitesse maximale 225 km/h, rayon d'action standard 900 km et masse maximale au décollage de 4 550 kg. Deux mitrailleuses simples de 7,7 mm étaient montées l'une dans une tourelle semi-fermée sur le nez, l'autre en position arrière. La charge maximale était de 500 kg de bombes.
Comme son homologue, le Ki-1, il était une adaptation du Junkers S36 (en). Il fit son premier vol en 1927. La version militarisée du Junkers K37, effectuée par la filiale suédoise AB Flygindustri de Limhamn près de Malmö en Suède était capable d'atteindre une altitude inaccessible par chasse en 1927. Toutefois en 1930 cet avantage s'évanouit à cause des développements britanniques tel le chasseur Bristol Bulldog et Junkers n'arriva pas à vendre ce modèle.
Cependant, en 1931, des représentants de la Mitsubishi Nainenki K.K. au Japon ont visité les installations de Limhamn pour étudier certaines des conversions militaires d'avions Junkers, et ont acheté le seul prototype K37 S-AABP (ex D-1252 S36-prototype) ainsi que tous les documents de développement et ont signé un contrat pour la production sous licence.
Le prototype K37 a été ramené au Japon et testé au combat pendant l'incident de Mukden de 1931, après quoi le Service aérien de l'Armée impériale japonaise a autorisé Mitsubishi à produire des versions de bombardiers lourds et légers. La version bombardier lourd, le Ki-1, était beaucoup plus grand que le Junkers K37 original et fit son premier vol en août 1932.
La version bombardier léger, le Mitsubishi Ki-2, était de taille et de poids semblable au prototype K37. Il a effectué son premier vol en mai 1933. Le fuselage avait été redessiné par Mitsubishi, les ailes étaient largement identiques, excepté des ailerons additionnels. 133 avions ont été construits par Mitsubishi et 13 autres par Kawasaki Kōkūki Kōgyō KK entre 1933-1936.

## Histoire opérationnelle
Bien que presque dépassé au moment de sa mise en service il fut employé avec succès pour des opérations de Contre-insurrection durant les opérations de pacification du Mandchoukouo ainsi qu'une participation à la Guerre sino-japonaise au nord de la Chine.
La production fut suivie d'une version améliorée désignée Mitsubishi Ki-2-ll (« Army Type 93-2 Twin-engine Light Bomber ») en 1936. Le Ki-2-ll avait une tourelle de nez fermée, un cockpit fermé pour le pilote et un train semi-rétractable vers l'avant dans la nacelle moteur. Le Ki-2-ll avait aussi un nouveau moteur en étoile Mitsubishi Ha-8 de 750 ch (559 kW) améliorant globalement les performances et une vitesse maximale de 283 km/h. 61 avions furent produits par Mitsubishi.
Vulnérables aux attaques des chasseurs ennemis et remplacés par des avions de meilleurs emport et rayon d'action, les deux versions ont terminé leur carrière comme avion d'entrainement.
Une version civile du Ki-2-ll appelée Otori (Phoenix) fut achetée par le journal Asahi Shimbun et établit nombre de records de distance et "goodwill" flights de 1936 à 1939. Immatriculé J-BAAE il a couvert 4 930 km de la base militaire de Tachikawa (Tokyo) à Bangkok en 21 heures 36 minutes de vol en décembre 1936 et a fait un vol autour de la Chine de 9 300 km début 1939.

## Variantes
Ki-2-I (Army Type 93-1 Twin-engined Light Bomber)
Version de production initiale, 126 construits.
Ki-2-II (Army Type 93-2 Twin-engined Light Bomber)
version de production finale avec tourelle de nez et train semi-rétractable, 61 construits.

## Opérateurs
Japon
- Service aérien de l'Armée impériale japonaise
- Asahi Shimbun